# Куньшань (футбольный клуб)
«Куньшань» (кит. 昆山足球俱乐部) — бывший китайский футбольный клуб из провинции Цзянсу, город Куньшань, выступающий в третьей по значимости китайской лиге. 

## История
Футбольный клуб под названием «Чжэньцзян Хуаса» был организован в Китае 12 декабря 2014 года, его игроками были в основном фанаты «Барселоны». Значение Хуаса, которое было отражено в названии, переводилось как Китайская Барса. В 2016 году команда приняла участие в розыгрыше Любительской лиги Китая и стала победителем провинциальной лиги провинции Цзянсу. «Чжэньцзян Хуаса» в финальных матчах финишировала на 6 месте и получила возможность выступать в третьей по значимости китайской лиге сезона 2017 года.
В декабре 2018 года команда переехала в Куньшань и сменила название.